# USA's Grand Prix 2024
USA's Grand Prix 2024 (officielt navn: Formula 1 Pirelli United States Grand Prix 2024) var et Formel 1-løb, som blev kørt den 20. oktober 2024 på Circuit of the Americas i Austin, Texas, USA. Det var det 19. løb i Formel 1-sæsonen 2024, og det fjerde løb i sæsonen til at blive kørt med sprint race-formatet.

## Sprintkvalifikation
| Pos.               | Nr. | Kører            | Konstruktør                  | Del 1    | Del 2     | Del 3    | Grid |
| ------------------ | --- | ---------------- | ---------------------------- | -------- | --------- | -------- | ---- |
| 1                  | 1   | Max Verstappen   | Red Bull Racing-Honda RBPT   | 1.33,908 | 1.33,290  | 1.32,833 | 1    |
| 2                  | 63  | George Russell   | Mercedes                     | 1.34,125 | 1.33,544  | 1.32,845 | 2    |
| 3                  | 16  | Charles Leclerc  | Ferrari                      | 1.33,647 | 1.33,392  | 1.33,059 | 3    |
| 4                  | 4   | Lando Norris     | McLaren-Mercedes             | 1.33,919 | 1.33,566  | 1.33,083 | 4    |
| 5                  | 55  | Carlos Sainz Jr. | Ferrari                      | 1.34,109 | 1.33,274  | 1.33,089 | 5    |
| 6                  | 27  | Nico Hülkenberg  | Haas-Ferrari                 | 1.34,825 | 1.33,994  | 1.33,183 | 6    |
| 7                  | 44  | Lewis Hamilton   | Mercedes                     | 1.33,840 | 1.33,370  | 1.33,378 | 7    |
| 8                  | 20  | Kevin Magnussen  | Haas-Ferrari                 | 1.34,403 | 1.33,788  | 1.33,398 | 8    |
| 9                  | 22  | Yuki Tsunoda     | RB-Honda RBPT                | 1.34,646 | 1.34,052  | 1.33,802 | 9    |
| 10                 | 43  | Franco Colapinto | Williams-Mercedes            | 1.34,606 | 1.33,952  | 1.34,406 | 10   |
| 11                 | 11  | Sergio Pérez     | Red Bull Racing-Honda RBPT   | 1.34,333 | 1.34,244  | N/A      | 11   |
| 12                 | 10  | Pierre Gasly     | Alpine-Renault               | 1.34,865 | 1.34,363  | N/A      | 12   |
| 13                 | 18  | Lance Stroll     | Aston Martin Aramco-Mercedes | 1.34,324 | Ingen tid | N/A      | 13   |
| 14                 | 14  | Fernando Alonso  | Aston Martin Aramco-Mercedes | 1.34,436 | Ingen tid | N/A      | 14   |
| 15                 | 30  | Liam Lawson      | RB-Honda RBPT                | 1.34,617 | Ingen tid | N/A      | 15   |
| 16                 | 81  | Oscar Piastri    | McLaren-Mercedes             | 1.34,881 | N/A       | N/A      | 16   |
| 17                 | 31  | Esteban Ocon     | Alpine-Renault               | 1.34,917 | N/A       | N/A      | 17   |
| 18                 | 23  | Alexander Albon  | Williams-Mercedes            | 1.35,054 | N/A       | N/A      | PL1  |
| 19                 | 77  | Valtteri Bottas  | Kick Sauber-Ferrari          | 1.35,148 | N/A       | N/A      | 18   |
| 20                 | 24  | Zhou Guanyu      | Kick Sauber-Ferrari          | 1.36,472 | N/A       | N/A      | 19   |
| 107%-tid: 1.40,202 |     |                  |                              |          |           |          |      |
| Kilde:             |     |                  |                              |          |           |          |      |

Noter:
↑1 - Alexander Albon måtte starte fra pit lane efter at have lavet ændringer på sin bil under parc fermé.

## Sprint
| Pos.                                                               | Nr. | Kører            | Konstruktør                  | Omgange | Tid/Udgået | Startpos. | Point |
| ------------------------------------------------------------------ | --- | ---------------- | ---------------------------- | ------- | ---------- | --------- | ----- |
| 1                                                                  | 1   | Max Verstappen   | Red Bull Racing-Honda RBPT   | 19      | 31.06,146  | 1         | 8     |
| 2                                                                  | 55  | Carlos Sainz Jr. | Ferrari                      | 19      | +3,882     | 5         | 7     |
| 3                                                                  | 4   | Lando Norris     | McLaren-Mercedes             | 19      | +6,240     | 4         | 6     |
| 4                                                                  | 16  | Charles Leclerc  | Ferrari                      | 19      | +6,956     | 3         | 5     |
| 5                                                                  | 63  | George Russell   | Mercedes                     | 19      | +15,766    | 2         | 4     |
| 6                                                                  | 44  | Lewis Hamilton   | Mercedes                     | 19      | +18,724    | 7         | 3     |
| 7                                                                  | 20  | Kevin Magnussen  | Haas-Ferrari                 | 19      | +25,161    | 8         | 2     |
| 8                                                                  | 27  | Nico Hülkenberg  | Haas-Ferrari                 | 19      | +26,588    | 6         | 1     |
| 9                                                                  | 11  | Sergio Pérez     | Red Bull Racing-Honda RBPT   | 19      | +29,950    | 11        |       |
| 10                                                                 | 81  | Oscar Piastri    | McLaren-Mercedes             | 19      | +37,0591   | 16        |       |
| 11                                                                 | 22  | Yuki Tsunoda     | RB-Honda RBPT                | 19      | +38,363    | 9         |       |
| 12                                                                 | 43  | Franco Colapinto | Williams-Mercedes            | 19      | +39,460    | 10        |       |
| 13                                                                 | 18  | Lance Stroll     | Aston Martin Aramco-Mercedes | 19      | +41,236    | 13        |       |
| 14                                                                 | 10  | Pierre Gasly     | Alpine-Renault               | 19      | +41,995    | 12        |       |
| 15                                                                 | 31  | Esteban Ocon     | Alpine-Renault               | 19      | +42,804    | 17        |       |
| 16                                                                 | 30  | Liam Lawson      | RB-Honda RBPT                | 19      | +44,008    | 15        |       |
| 17                                                                 | 23  | Alexander Albon  | Williams-Mercedes            | 19      | +44,564    | PL        |       |
| 18                                                                 | 14  | Fernando Alonso  | Aston Martin Aramco-Mercedes | 19      | +46,807    | 14        |       |
| 19                                                                 | 24  | Zhou Guanyu      | Kick Sauber-Ferrari          | 19      | +52,842    | 19        |       |
| 20                                                                 | 77  | Valtteri Bottas  | Kick Sauber-Ferrari          | 19      | +54,476    | 18        |       |
| Hurtigste omgang: Max Verstappen (Red Bull) - 1.37,463 (omgang 19) |     |                  |                              |         |            |           |       |
| Kilde:                                                             |     |                  |                              |         |            |           |       |

Noter:
↑1 - Oscar Piastri blev givet en 5-sekunders straf for at tvinge Pierre Gasly af kørebanen. Hans slutposition forblev uændret af straffen.

## Kvalifikation
| Pos.               | Nr. | Kører            | Konstruktør                  | Del 1    | Del 2     | Del 3     | Grid |
| ------------------ | --- | ---------------- | ---------------------------- | -------- | --------- | --------- | ---- |
| 1                  | 4   | Lando Norris     | McLaren-Mercedes             | 1.33,616 | 1.32,851  | 1.32,330  | 1    |
| 2                  | 1   | Max Verstappen   | Red Bull Racing-Honda RBPT   | 1.33,046 | 1.32,584  | 1.32,361  | 2    |
| 3                  | 55  | Carlos Sainz Jr. | Ferrari                      | 1.33,556 | 1.32,836  | 1.32,652  | 3    |
| 4                  | 16  | Charles Leclerc  | Ferrari                      | 1.33,241 | 1.32,962  | 1.32,740  | 4    |
| 5                  | 81  | Oscar Piastri    | McLaren-Mercedes             | 1.33,864 | 1.33,057  | 1.32,950  | 5    |
| 6                  | 63  | George Russell   | Mercedes                     | 1.33,536 | 1.33,142  | 1.32,974  | PL1  |
| 7                  | 10  | Pierre Gasly     | Alpine-Renault               | 1.33,550 | 1.33,162  | 1.33,018  | 6    |
| 8                  | 14  | Fernando Alonso  | Aston Martin Aramco-Mercedes | 1.33,973 | 1.33,429  | 1.33,309  | 7    |
| 9                  | 20  | Kevin Magnussen  | Haas-Ferrari                 | 1.33,564 | 1.33,474  | 1.33,481  | 8    |
| 10                 | 11  | Sergio Pérez     | Red Bull Racing-Honda RBPT   | 1.33,611 | 1.33,020  | Ingen tid | 9    |
| 11                 | 22  | Yuki Tsunoda     | RB-Honda RBPT                | 1.33,795 | 1.33,506  | N/A       | 10   |
| 12                 | 27  | Nico Hülkenberg  | Haas-Ferrari                 | 1.33,601 | 1.33,544  | N/A       | 11   |
| 13                 | 31  | Esteban Ocon     | Alpine-Renault               | 1.33,986 | 1.33,597  | N/A       | 12   |
| 14                 | 18  | Lance Stroll     | Aston Martin Aramco-Mercedes | 1.34,033 | 1.33,759  | N/A       | 13   |
| 15                 | 30  | Liam Lawson      | RB-Honda RBPT                | 1.33,339 | Ingen tid | N/A       | 192  |
| 16                 | 23  | Alexander Albon  | Williams-Mercedes            | 1.34,051 | N/A       | N/A       | 14   |
| 17                 | 43  | Franco Colapinto | Williams-Mercedes            | 1.34,062 | N/A       | N/A       | 15   |
| 18                 | 77  | Valtteri Bottas  | Kick Sauber-Ferrari          | 1.34,152 | N/A       | N/A       | 16   |
| 19                 | 44  | Lewis Hamilton   | Mercedes                     | 1.34,154 | N/A       | N/A       | 17   |
| 20                 | 24  | Zhou Guanyu      | Kick Sauber-Ferrari          | 1.34,228 | N/A       | N/A       | 183  |
| 107%-tid: 1.39,559 |     |                  |                              |          |           |           |      |
| Kilde:             |     |                  |                              |          |           |           |      |

Noter:
↑1 - George Russell måte starte fra pit lane efter at have lavet ændringer på hans bil under parc fermé.
↑2 - Liam Lawson måtte starte bagerst efter at have udskiftet dele af motoren i hans bil.
↑3 - Zhou Guanyu blev givet en 5-plads straf for at udskifte dele af energisystemet i hans bil.

## Resultat
| Pos.                                                            | Nr. | Kører            | Konstruktør                  | Omgange | Tid/Udgået  | Startpos. | Point |
| --------------------------------------------------------------- | --- | ---------------- | ---------------------------- | ------- | ----------- | --------- | ----- |
| 1                                                               | 16  | Charles Leclerc  | Ferrari                      | 56      | 1:35.09,639 | 2         | 25    |
| 2                                                               | 55  | Carlos Sainz Jr. | Ferrari                      | 56      | +8,562      | 3         | 18    |
| 3                                                               | 1   | Max Verstappen   | Red Bull Racing-Honda RBPT   | 56      | +19,412     | 2         | 15    |
| 4                                                               | 4   | Lando Norris     | McLaren-Mercedes             | 56      | +20,3542    | 1         | 12    |
| 5                                                               | 81  | Oscar Piastri    | McLaren-Mercedes             | 56      | +21,921     | 5         | 10    |
| 6                                                               | 63  | George Russell   | Mercedes                     | 56      | +56,295     | PL        | 8     |
| 7                                                               | 11  | Sergio Pérez     | Red Bull Racing-Honda RBPT   | 56      | +59,072     | 9         | 6     |
| 8                                                               | 27  | Nico Hülkenberg  | Haas-Ferrari                 | 56      | +1.02,957   | 11        | 4     |
| 9                                                               | 30  | Liam Lawson      | RB-Honda RBPT                | 56      | +1.10,563   | 19        | 2     |
| 10                                                              | 43  | Franco Colapinto | Williams-Mercedes            | 56      | +1.11,979   | 15        | 1     |
| 11                                                              | 20  | Kevin Magnussen  | Haas-Ferrari                 | 56      | +1.19,782   | 8         |       |
| 12                                                              | 10  | Pierre Gasly     | Alpine-Renault               | 56      | +1.30,5583  | 6         |       |
| 13                                                              | 14  | Fernando Alonso  | Aston Martin Aramco-Mercedes | 55      | +1 omgang   | 7         |       |
| 14                                                              | 22  | Yuki Tsunoda     | RB-Honda RBPT                | 55      | +1 omgang4  | 10        |       |
| 15                                                              | 18  | Lance Stroll     | Aston Martin Aramco-Mercedes | 55      | +1 omgang   | 13        |       |
| 16                                                              | 23  | Alexander Albon  | Williams-Mercedes            | 55      | +1 omgang   | 14        |       |
| 17                                                              | 77  | Valtteri Bottas  | Kick Sauber-Ferrari          | 55      | +1 omgang   | 16        |       |
| 18                                                              | 31  | Esteban Ocon     | Alpine-Renault               | 55      | +1 omgang   | 12        |       |
| 19                                                              | 24  | Zhou Guanyu      | Kick Sauber-Ferrari          | 55      | +1 omgang   | 18        |       |
| Ret                                                             | 44  | Lewis Hamilton   | Mercedes                     | 1       | Uheld       | 17        |       |
| Hurtigste omgang: Esteban Ocon (Alpine) - 1.37,330 (omgang 53)1 |     |                  |                              |         |             |           |       |
| Kilde:                                                          |     |                  |                              |         |             |           |       |

Noter:
↑1 - Esteban Ocon satte den hurtigste omgang, men blev ikke givet et ekstra point for det, da point for hurtigste omgang kun gives hvis køreren slutter i top 10 i ræset.
↑2 - Lando Norris blev givet en 5-sekunders straf for at køre af banen og hermed få en fordel. Hans slutposition gik som resultat fra 3. til 4. pladsen.
↑3 - Pierre Gasly blev givet en 5-sekunders straf for at køre af banen og hermed få en fordel. Hans slutposition forblev uændret af straffen.
↑4 - Yuki Tsunoda blev givet en 5-sekunders straf for at tvinge Alexander Albon af banen. Hans slutposition forblev uændret af straffen.

## Stilling i mesterskaberne efter løbet
| Pos. | Kører            | Point |
| ---- | ---------------- | ----- |
| 1    | Max Verstappen   | 354   |
| 2    | Lando Norris     | 297   |
| 3    | Charles Leclerc  | 275   |
| 4    | Oscar Piastri    | 247   |
| 5    | Carlos Sainz Jr. | 215   |

| Pos. | Konstruktør           | Point |
| ---- | --------------------- | ----- |
| 1    | McLaren-Mercedes      | 544   |
| 2    | Red Bull-Honda RBPT   | 504   |
| 3    | Ferrari               | 496   |
| 4    | Mercedes              | 344   |
| 5    | Aston Martin-Mercedes | 86    |